# Bamberg County
Bamberg County ist ein County im Bundesstaat South Carolina der Vereinigten Staaten. Das U.S. Census Bureau hat bei der Volkszählung 2020 eine Einwohnerzahl von 13.311 ermittelt. Der Verwaltungssitz (County Seat) ist Bamberg. Das County ist ländlich geprägt.

## Lage und Geographie
Das County liegt südlich des geographischen Zentrums von South Carolina, ist im Südwesten etwa 40 km von Georgia entfernt. Es grenzt im Uhrzeigersinn an folgende Countys: Orangeburg County, Colleton County, Hampton County (über Eck), Allendale County und Barnwell County. Im Nordosten bildet der Edisto River die Grenze, im Südwesten der (Big) Salkehatchie River. Das County hat eine Fläche von 1022,31 Quadratkilometern, wovon 6 Quadratkilometer Wasserfläche sind.
Bamberg County gehört zur Atlantischen Küstenebene. Die Landschaft fällt von Westen nach Südosten langsam ab, von etwa 80 m über dem Meeresspiegel bis hinunter auf etwa 30 m. Typisch sind die sogenannten Carolina Bays, flache ovale Senken, die ganzjährig feucht bleiben. Sie kommen vor allem im Zentrum des Countys vor. Ein kleiner Teil der Fläche ist so feucht, dass er nicht für die Landwirtschaft nutzbar ist. Größere Sumpfgebiete werden oft von 5–15 m hohen Böschungen begrenzt.
Das County entwässert in den Edisto-Fluss sowie in die Big- und Little-Salkehatchie-Flüsse. Bäche und Flüsse sind wenig eingeschnitten, fließen träge und haben breite Auen.
Das Klima im Bamberg County ist sehr mild und sehr niederschlagsreich, durchschnittlich pro Jahr etwa 1180 mm. Extreme Niederschläge und Temperaturen sind selten, die Winter blieben meist schneefrei.

## Geschichte

### Siedlungs- und Wirtschaftsgeschichte
Die Geschichte der Besiedlung der Gegend reicht zurück in die Zeit vor der Präsenz weißer Siedler. Die Edisto, ein Stamm der Muskogee, lebten hier. Die Fläche war ursprünglich vollständig bewaldet. Seit der Mitte des 18. Jahrhunderts kamen europäische Aussiedler in die Gegend, vor allem aus Deutschland, der Schweiz, Großbritannien und Irland, aber auch Hugenotten. Sie betrieben vor allem Subsistenzwirtschaft, bauten überwiegend Mais und Weizen an und hielten kleine Viehbestände. Für eine kurze Zeit, bis zum Amerikanischen Unabhängigkeitskrieg, wurde auch Indigo angebaut und exportiert. Mit der Erfindung der Egreniermaschine Ende des 18. Jahrhunderts hielt der Baumwollanbau im Bamberg County Einzug. Fast alle größeren Plantagen beschäftigten afroamerikanische Sklaven und kamen so zu großem Reichtum. Zweitwichtigster Zweig war die Holzwirtschaft, nach und nach wurden fast alle Wälder gerodet. Die South Carolina Canal and Railroad Company passiert das Gebiet des heutigen Countys seit 1833.
Nach dem Amerikanischen Bürgerkrieg war das County wirtschaftlich am Boden, große Teile der landwirtschaftlichen Fläche lagen brach. Aus Geldnot gaben viele Menschen ihre Farmen auf, die verbleibenden Betriebe konzentrierten sich auf den profitablen Baumwollanbau. In den 1890er-Jahren wurde auch die Verarbeitung von Baumwolle zu einem wichtigen Wirtschaftszweig im County. Erste Schulen wurden gebaut, Bamberg und Denmark wuchsen zu kleinen Städten heran. Das Bamberg County wurde am 25. Februar 1897 gebildet. Der Name geht auf die Familie Bamberg zurück, die im County eine Postkutschenstation betrieb, aus der die gleichnamige Stadt entstand.
Im Ersten Weltkrieg starben 20 Menschen aus dem Bamberg County, weitere erlagen der spanischen Grippe. Mit der Ankunft des Baumwollkapselkäfers brach die Produktion Anfang der 1920er-Jahre massiv ein, viele Farmen stellten auf den Anbau von Tabak oder Milchwirtschaft um. Auch die Weltwirtschaftskrise traf das County hart, wie in anderen Teilen des Bundesstaates steig die Arbeitslosigkeitsquote auf über 30 %. Nach dem Zweiten Weltkrieg erholte sich die Wirtschaft nur langsam, ein wichtiger Arbeitgeber sind die Anlagen der Savannah River Site, einem nuklearen Forschungs- und Industriegebiet. Die Verlagerung des Verkehrs weg vom U.S. Highway 301 auf die neu gebauten Interstates schadete der lokalen Wirtschaft zusätzlich.

### Bevölkerungsentwicklung
Seit dem Höchststand im Jahr 1920 ist die Bevölkerung des Countys rückläufig.

## Orte im Bamberg County
Im Bamberg County liegen fünf Gemeinden, davon zwei Cities und drei Towns.
| Cities - Bamberg - Denmark (ehemals Grahams) | Towns - Ehrhardt⊙ - Govan⊙ - Olar (ehemals Hammond)⊙ |

Weitere Orte
- Bobcat Landing⊙[11]
- Bufords Bridge (auch The Crossroads)⊙[12]
- Clear Pond⊙[13]
- Edisto Club⊙[14]
- Embree (ehemals Edisto)⊙[15]
- Farrell Crossroads⊙[16]
- Finland⊙[17]
- Hughes⊙[18]
- Lees⊙[19]
- Midway⊙[20]
- Sato⊙[21]
- Schofield⊙[22]
- Springtown (ehemals Duncanville)⊙[23]
- Sweden  (ehemals Otside)⊙[24]
- Whetstone Crossroads⊙[25]

## Demografie und Politik
Im Bamberg County leben mehr Schwarze als Weiße, 1978 wurden die ersten Afroamerikaner in den Rat des Countys gewählt. Bei den Präsidentschaftswahlen unterstützte die Mehrheit in der Vergangenheit fast immer den demokratischen Kandidaten.

## Wirtschaft und Infrastruktur

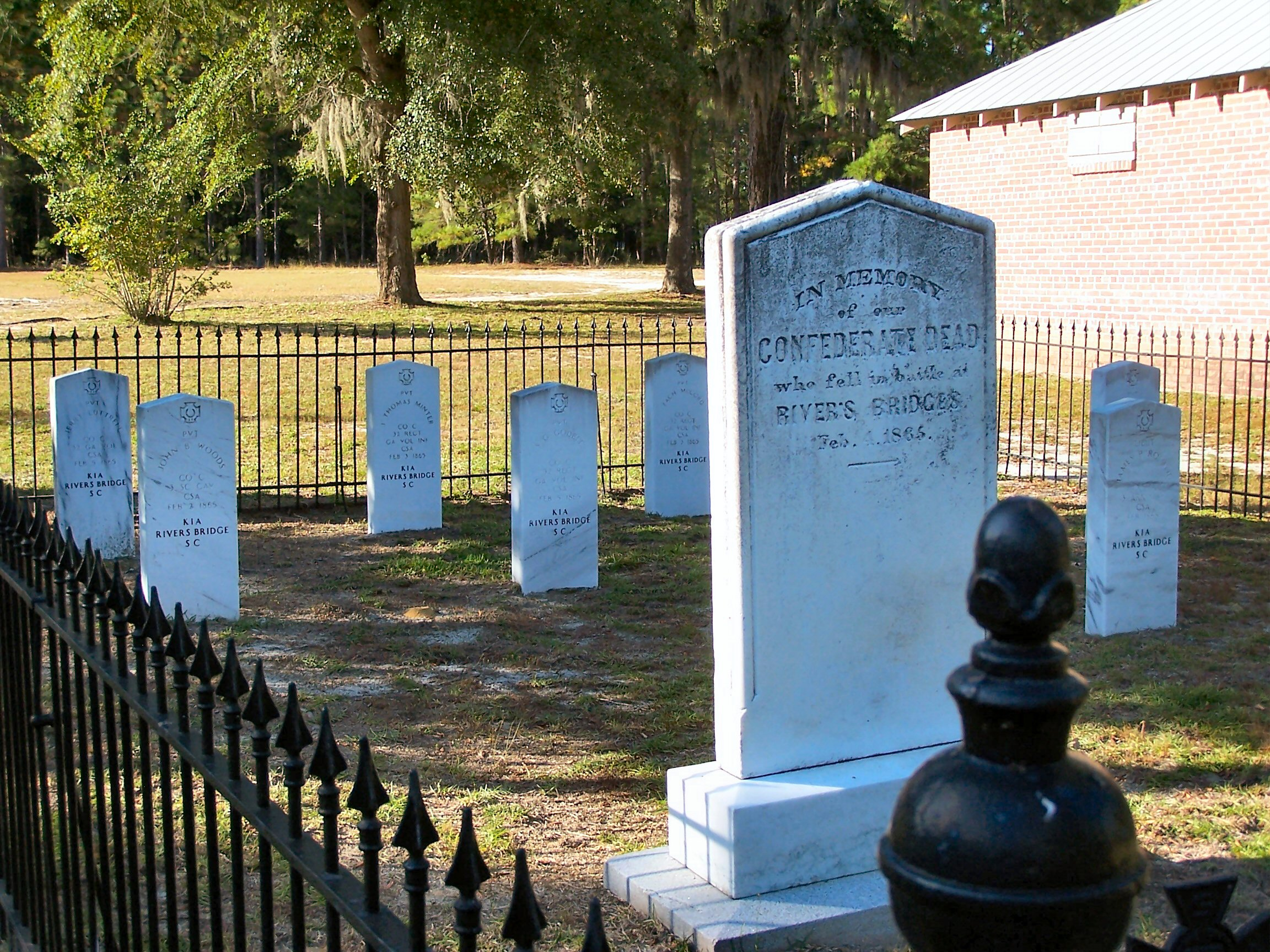
Friedhof für Gefallene der Konföderierten im Rivers Bridge State Park. Dieser Park ist einer von zwölf Einträgen des Countys im NRHP.

Die Wirtschaft des Counties ist bis heute von der Landwirtschaft geprägt, wichtige Anbaupflanzen sind Mais, Soja, Weizen, Baumwolle und Sorghum. Etwa die Hälfte des Countys ist heute bewaldet. Man bemüht sich auch um den Tourismus in der Region. Ein Ort im County hat den Status einer National Historic Landmark, die Plantage Woodlands. Zwölf Bauwerke und Stätten des Countys sind im National Register of Historic Places (NRHP) eingetragen (Stand 26. Juli 2018).
Durch das County verlaufen in Nord-Süd-Richtung, teils gemeinsam, die Highways 321 (Carolina Highway), 301 (Main Highway), 601 und der Highway 21 am östlichsten Punkt. Der Highway 78 (Heritage Highway) kreuzt die drei erstgenannten Straßen im Norden des Countys. Daneben gibt es noch mehrere Staatsstraßen.